# Prey Veng (provincie)
Prey Veng is een provincie van Cambodja. De hoofdstad is de stad Prey Veng. Met een bevolking van 1,1 miljoen mensen is het de derde meest bevolkte provincie.
Deze dichtbevolkte landbouwregio ligt aan de oostoever van de Mekong. De naam betekent letterlijk "lang bos" in het Khmer, maar de laatste grote bossen zijn daar geleidelijk in 30 jaar verdwenen om te voorzien in landbouwgrond.

## Geschiedenis
In de vroegchristelijke tijd was de provincie een belangrijk centrum van het koninkrijk Fu-nan, tussen de economische en politieke hoofdsteden van het land wat Oc Eo (nu in de Vietnamese provincie An Giang) en Angkor Borei (in de Cambodjaanse provincie Takéo). Met de komst van Chen-la trok het centrum van het koninkrijk echter verder naar het westen, naar Koh Ker en Angkor en verloor de regio aan belang. In de 15e eeuw besloten de Khmer-keizers, bedreigd door de Siamezen (de vroegere naam van de mensen van het huidige Thailand), om zich terug te vestigen naar het oosten, naar Oudong, Lovek en vervolgens Phnom Penh. Prey Veng was geen voorstander van hen omdat het te dicht bij een ander gevaar lag, namelijk de Annam. Niettemin vormden ze in 1473 een leger bij Ba Phnom om zich te verdedigen tegen een invasie van Siam. Onder het Franse protectoraat zagen de koloniale autoriteiten potentieel van de regio op het gebied van landbouw en visserij en de nabijheid van de Franse kolonie Cochin China. Massale ontbossing vond plaats om land voor landbouw te creëren. In 1975, toen de Rode Khmer aan de macht kwam, beleefde de provincie haar eerste hongersnood, tot 1977. Duizenden mensen in de provincie Prey Veng werden gedood door de Rode Khmer en begraven in massagraven. Toen het Vietnamese leger in januari 1979 oprukte, herwon de regio zijn positie en werd het een van de eerste gebieden van Cambodja die werd bevrijd van de Rode Khmer.